# اید پاستور
اید پاستور (به انگلیسی: Ed Pastor) (درگذشت ۲۸ نوامبر ۲۰۱۸) نمایندهٔ حوزه انتخابیه هفتم آریزونا از حزب دموکرات ایالات متحده آمریکا در مجلس نمایندگان ایالات متحده آمریکا است که برای نخستین‌بار در ۲۴ سپتامبر ۱۹۹۱ میلادی به‌عضویت این مجلس درآمد.